# Perrine Pelen
Perrine Pelen, francoska alpska smučarka, * 3. julij 1960, Boulogne-Billancourt, Francija.
V dveh nastopih na olimpijskih igrah v letih 1980 in 1984 je osvojila srebrno in bronasto medalji v slalomu ter še en bron v veleslalomu. Na svetovnih prvenstvih je osvojila naslov svetovne prvakinje leta 1985 v slalomu ter srebrni medalji v slalomu in kombinaciji leta 1982. V svetovnem pokalu je tekmovala enajst sezon med letoma 1976 in 1986. Osvojila je petnajst zmag, vse v slalomu, ter 43 uvrstitev na stopničke, sedem od tega v veleslalomu. V skupnem seštevku svetovnega pokala je bila najvišje na četrtem mestu leta 1980, ko je osvojila tudi mali kristalni globus za slalomski seštevek in drugo mesto v veleslalomskem seštevku. Še štirikrat je bila druga v slalomskem seštevku in dvakrat tretja. Le enkrat v enajstih sezonah pa je bila slabša kot peta v slalomskem seštevku.